# Subotica (Koceljeva)
Subotica (Koceljeva) (em cirílico: Суботица) é uma vila da Sérvia localizada no município de Koceljeva, pertencente ao distrito de Mačva, na região de Tamnava. A sua população era de 272 habitantes segundo o censo de 2011.

## Demografia
| 1948 | 1953 | 1961 | 1971 | 1981 | 1991 | 2002 | 2011 |
| ---- | ---- | ---- | ---- | ---- | ---- | ---- | ---- |
| 630  | 644  | 573  | 474  | 427  | 335  | 289  | 272  |